# Sprawa Mattei
Sprawa Mattei (wł. Il caso Mattei) – włoski dramat kryminalny z 1972 roku w reżyserii Francesco Rosiego. Zdobywca Złotej Palmy na 25. MFF w Cannes, ex aequo z innym włoskim filmem z Gianem Marią Volonté w roli głównej - Klasa robotnicza idzie do raju Elio Petriego.

## Fabuła
Enrico Mattei był jednym z czołowych powojennych włoskich przemysłowców, zajmujących się branżą naftową i piastujących kierownicze stanowiska w tym zakresie. Tragiczna w skutkach katastrofa jego prywatnego samolotu, lecącego z Sycylii do Mediolanu 27 października 1962 roku, wzbudziła liczne wątpliwości. Czy był to rzeczywiście nieszczęśliwy wypadek, czy też może zamach na życie tej wpływowej osoby? Film poświęcony jest zarówno śledztwu prowadzonemu w celu wykrycia przyczyn katastrofy, jak i postaci samego Mattei, na którego śmierci mogło zależeć wielu prominentnym osobom i organizacjom (od mafii po CIA).

## Obsada
- Gian Maria Volonté – Enrico Mattei
- Luigi Squarzina – dziennikarz
- Furio Colombo – asystent
- Gianfranco Ombuen – inż. Ferrari
- Edda Ferronao – pani Mattei
- Accursio Di Leo – sycylijski VIP
- Giuseppe Lo Presti – sycylijski VIP
- Aldo Barberito – dziennikarz
- Dario Michaelis – karabinier
- Peter Baldwin – dziennikarz McHale
- Franco Graziosi – minister
- Elio Jotta – przewodniczący komisji śledczej
- Luciano Colitti – Bertuzzi
- Terenzio Cordova – policjant
- Camillo Milli – dziennikarz
- Jean Rougeul – amerykański urzędnik[2]

## Produkcja
Zdjęcia kręcono na terenie trzech krajów:
- Włoch: Rzym, Landriano (prowincja Pawia), Gagliano Castelferrato (prowincja Enna), Rasen-Antholz (prowincja Bolzano);
- Monako: Monte Carlo (Hôtel de Paris);
- Stanów Zjednoczonych: Nowy Jork (Brooklyn Heights Promenade)[3].